# Mozota
Mozota település Spanyolországban,  Zaragoza tartományban. Mozota Muel, La Muela és Botorrita községekkel határos. Lakosainak száma 130 fő (2024).

## Népesség
A település népessége az utóbbi években az alábbiak szerint változott:
| Lakosok száma | 112  | 121  | 127  | 118  | 107  | 121  | 136  | 122  | 123  | 130  |
|               | 2001 | 2004 | 2007 | 2009 | 2012 | 2014 | 2017 | 2019 | 2022 | 2024 |